# Río Gamoneda
El Gamoneda es un río de vertiente atlántica situado al noroeste de la península ibérica y cuyo cauce transcurre por los territorios de España y Portugal.

## Cabecera
Nace a unos 1.500  m en el paraje denominado "O Campo las lamas de os Cimarallos", situado en la sierra Gamoneda, dentro del término de La Tejera, al noroeste de la provincia de  Zamora (Castilla y León, España). Este es un territorio con características biológicas y paisajísticas especiales, motivo por el que se encuentra incluido en el espacio protegido por el LIC Riberas del río Tuela y afluentes.
El origen del nombre puede remontarse a la Baja Edad Media y está vinculado al de la sierra en la que nace, la sierra Gamoneda. El nombre Gamoneda podría derivarse de la presencia en esta sierra de  asfódelos o gamones, un género de plantas vivaces herbáceas, bianuales o perennes, oriundas del sur y centro de Europa.

## Tramo español
Desde su nacimiento discurre por el término de La Tejera, descendiendo por los parajes de A Mallada das Vacas, Os Beduais, Prados Carneiros, y Os Lameiros, donde recibe el agua de dos afluentes: el arroyo Mallada Bouza por la derecha, y el arroyo de Lameiro Redondo por la izquierda del curso del Gamoneda.
Continúa por los prados de Os Canceles donde recibe, por su margen izquierda las aguas del arroyo Rigueiro Curto. Continúa por Pedras Pretas y O Couto, donde su cauce originó el primer tramo de valle, hasta alcanzar la que es la primera cascada y posteriormente, en el pago de O Lapedo, se encuentra un puente natural de rocas de granito originado por el río.
El río trascurre ahora por parajes más escabrosos como  A Farrapada, Os Poulos, A Costa y O Chairo, donde incorpora las aguas del arroyo de la Malladiña por la margen derecha. En su descenso atraviesa por O Gargalón, A Riveiriña y A Veneira, lugar en el que se encuentra un puente de madera conocido con el mismo nombre.
Atraviesa O Dichadeiro, en el que se ha construido un nuevo puente, y O Pitareco, este último caracterizado por ser uno de los parajes más agrestes de su recorrido español. Continua bajando por Os Pisois y A Sarabella donde se asienta el puente, la presa y el molino conocidos con el mismo nombre del paraje en los que se asientan.
El descenso continua por A Ponte Nova, A Vizmadre , A Fraga do Corvo y Longres, donde recibe las aguas del arroyo Muiño Qeimado. Sigue por As viñas y O Castelo, este último denominado así por contener en él los restos del castro celta denominado "O Castelo dos Moros", aunque también es denominado "do mal veciño" y "del Rey Bamba". Al final de este último paraje, recibe las aguas del arroyo Sortes. Los últimos kilómetros de este arroyo, marcan la frontera entre España y Portugal, hasta su desembocadura en la margen izquierda del Gamoneda. La desembocadura del Sortes es además el punto en el que el Gamoneda se adentra en el territorio de Portugal.

## Tramo portugués
El Gamoneda  entra en Portugal a través del paraje denominado de Baceiro, siendo este último nombre el que lo designará durante su recorrido por el territorio luso, desprendiéndose de su originario nombre de Gamoneda. El río Gamoneda o el río Baceiro, son por tanto dos nombres distintos que denominan a un mismo río.
Trascurre por las aldeas de Vilarinho de Cova de Lua, Parâmio, Terroso, Maçãs, Espinhozela, Gondesende, Castrelos, Alimonde y Soeira, atravesando el  parque natural de Montesinho. Finalmente, este río desemboca en la margen izquierda del río Tuela.